# 進步黨 (韓國2017年)
进步党（韩语：／ Jinbodang）是大韓民國的一个进步主义左翼政黨，该党由新人民党和人民联合党于2017年10月15日合并成立，原名民众党（韓語：민중당），从2020年6月起改名为进步党。

## 历史
进步党是民众党通过党名修正投票决定的党名。有媒体将民众党视为民族解放路线的一个政党，是朝鲜学生运动的一个分支，但实际上，这两种认知，在1990年代之前就消失了，在党内并没有占据很高的比例。例如，党内教育中心有各种倾向，比如培养党干部，强调列宁的“帝国主义”，强调民族和阶级问题，以及第三世界理论和最新学说。来自英美世界认为，民众党是一个具有民族主义特征的政党，基本上是反美主义、反帝国主义，积极争取朝鲜统一，但这些特征也是国内社会主义者的特征。进步党的基础是工人运动、农民运动和贫民运动。
此外，該党很难以韩国1990年代初期之前的学生运动性质来评判，因为它在党纲中增加了单独的性别平等计划来鼓励女性主义的参与，具有左派特征——以工人运动、农民运动和穷人运动为基础的左翼党。
該党成立后，各左翼阵营亦對其做出评价。主張正统托洛茨基主义的布尔什维克列宁主义者欢迎民众党的成立，但对主导该党的左翼民族主义者主張阶级调和主义持谨慎态度。主張马克思列宁主义的全国工人政治协会在同情共同民主党之议会策略的同时，坚持认为应该支持真正能够带来社会变革的列宁主义行动，而不仅仅是扩张，并认为工人团结会是一项进步运动，使其基本上欢迎该党的成立。

## 历任领导

### 常任代表
1. 金鍾勳（朝鲜语：김종훈 (정치인)）、金昌漢（共同在任：2017年10月15日 – 2018年8月25日）
2. 李相奎（朝鲜语：이상규 (정치인)）（2018年8月26日 – 2020年6月20日）
3. 金在妍（2020年6月20日 – 2022年7月31日）
4. 尹凞淑（朝鲜语：윤희숙 (1976년)）（2022年8月1日 – 2024年6月14日）
5. 金在妍（2024年6月15日 – ）

### 院内代表
1. 尹钟五（朝鲜语：윤종오）（2017年10月15日 – 2017年12月22日）
2. 金鍾勳（朝鲜语：김종훈 (정치인)）（2017年12月22日 – 2020年5月29日）
3. 姜聖熙（朝鲜语：강성희 (정치인)）（2023年4月6日 – 2024年5月29日）
4. 尹钟五（朝鲜语：윤종오）（2024年5月30日 – ）

## 主要选举记录

### 总统选举
| 年度 | 选举   | 候选人 | 得票   | 得票率 | 结果 |
| ---- | ------ | ------ | ------ | ------ | ---- |
| 2022 | 第20届 | 金在妍 | 37,366 | 0.11   | 落选 |

### 地方选举
| 年度 | 选举  | 广域团体长 | 广域自治议员 | 基础团体长 | 基础自治议员 | 领袖          |
| ---- | ----- | ---------- | ------------ | ---------- | ------------ | ------------- |
| 2018 | 第7届 | 0 / 17     | 0 / 824      | 0 / 226    | 11 / 2,927   | 金鍾勳 金昌漢 |
| 2022 | 第8届 | 0 / 17     | 3 / 824      | 1 / 226    | 17 / 2,927   | 金在妍        |

### 补选
| 选举       | 国会议员 | 广域自治团体长 | 基础自治团体长 | 广域自治团体议员 | 基础自治团体议员 | 领袖   |
| ---------- | -------- | -------------- | -------------- | ---------------- | ---------------- | ------ |
| 2021年     | 不適用   | 0 / 2          | 0 / 2          | 不適用           | 0 / 9            | 金在妍 |
| 2023年4月  | 1 / 1    | 不適用         | 0 / 1          | 0 / 2            | 0 / 4            | 尹凞淑 |
| 2023年10月 | 不適用   | 不適用         | 0 / 1          | 不適用           | 不適用           | 尹凞淑 |
| 2024年4月  | 不適用   | 不適用         | 0 / 2          | 1 / 17           | 1 / 26           | 尹凞淑 |
| 2024年10月 | 不適用   | 不適用         | 0 / 4          | 不適用           | 不適用           | 金在妍 |
| 2025年4月  | 不適用   | 不適用         | 0 / 5          | 0 / 8            | 0 / 9            | 金在妍 |